# Bustul lui B. P. Hașdeu din Buzău
Bustul lui B. P. Hașdeu din Buzău este un monument istoric aflat pe teritoriul municipiului Buzău.